# Sercus
Sercus – miejscowość i gmina we Francji, w regionie Hauts-de-France, w departamencie Nord.
Według danych na rok 1990 gminę zamieszkiwało 346 osób, a gęstość zaludnienia wynosiła 69 osób/km² (wśród 1549 gmin regionu Nord-Pas-de-Calais Sercus plasuje się na 892. miejscu pod względem liczby ludności, natomiast pod względem powierzchni na miejscu 679.).